# شيخ ديالو
شيخ ديالو (بالفرنسية: Cheick Diallo)‏ مواليد 13 سبتمبر 1996 في كايس، هو لاعب كرة سلة مالي. بدأ مسيرته الاحترافية في سنة 2016. تم اختياره من قبل فريق لوس أنجلوس كليبرز خلال الدرافت. يلعب مع نيو أورلينز بيليكانز في الرابطة الوطنية لكرة السلة كلاعب وسط. يحمل الرقم 13. يبلغ طوله 6 قدم 9 بوصة (2.1 م).

## روابط خارجية
- شيخ ديالو على موقع إن بي أي (الإنجليزية)
- شيخ ديالو على موقع دوري كرة السلة الياباني للمحترفين (اليابانية)
- شيخ ديالو على موقع سبورتس رفرنس (الإنجليزية)
- شيخ ديالو على موقع الدوري الإسباني لكرة السلة (الإسبانية)
- شيخ ديالو على موقع كرة السلة الأوروبية.كوم (الإنجليزية)
- شيخ ديالو على موقع DraftExpress.com (الإنجليزية)
- شيخ ديالو على موقع إي إس بي إن.كوم (الإنجليزية)
- شيخ ديالو على موقع كلية كرة السلة في سبورتس رفرنس.كوم (الإنجليزية)
- شيخ ديالو على موقع ريلجم (الإنجليزية)
- شيخ ديالو على موقع بروبوليرز (الإنجليزية)